# Midas

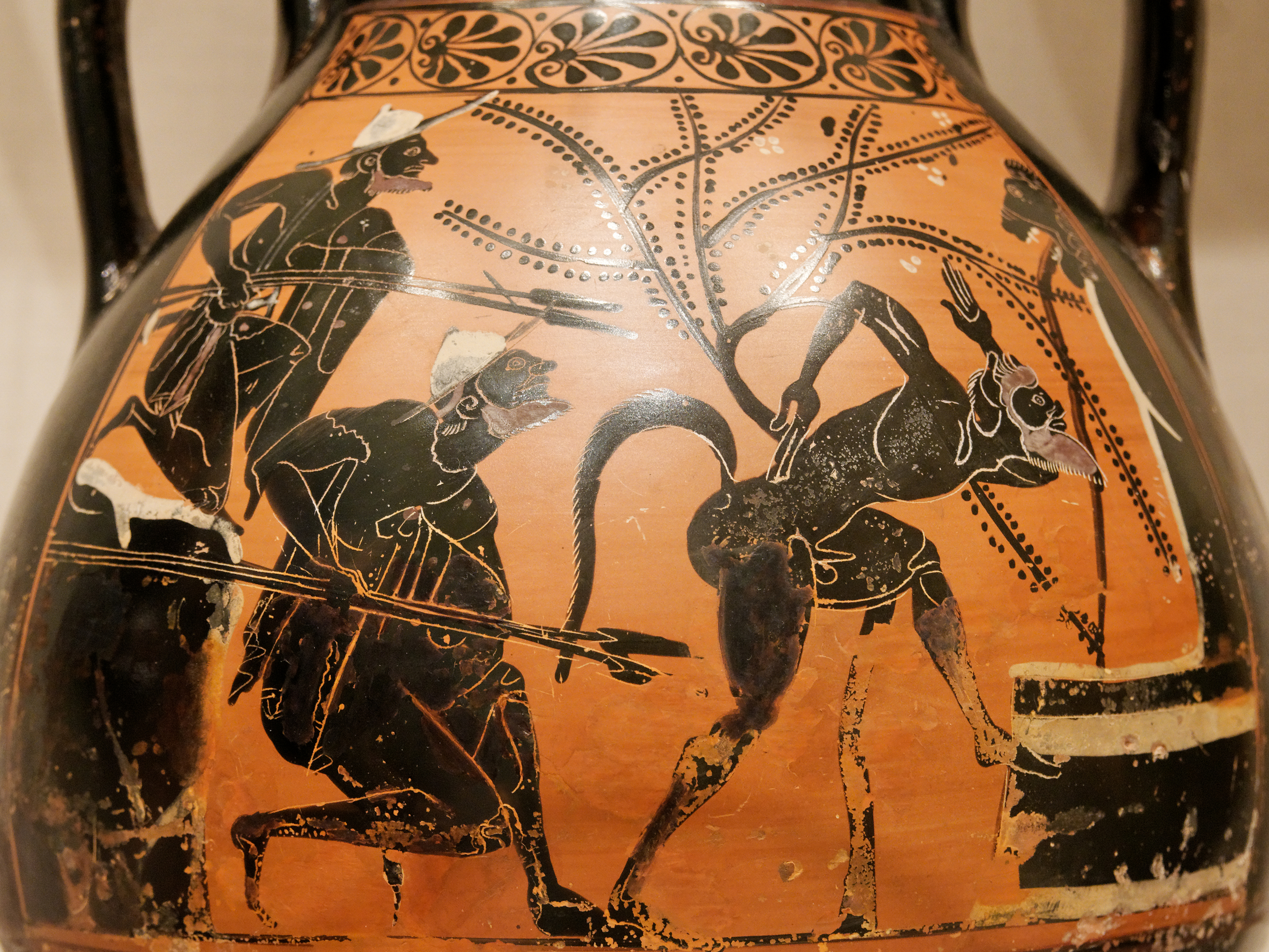
Midas i zbłąkany sylen w jego ogrodzie (scena z wazy greckiej)

Midas (gr. Μίδας Mídas, w źródłach asyryjskich Mita; VIII wiek p.n.e.) – władca Frygii, bohater greckich mitów.

## W historii
Do niedawna uważano go za postać legendarną, jego istnienie zostało jednak potwierdzone przez źródła asyryjskie. Według nich w latach 720–711 p.n.e. nastąpił najazd wojsk Midasa na anatolijskie oraz syryjskie wybrzeża Morza Śródziemnego. Do akcji Midasa przyłączyły się małe państwa południowej Anatolii. Stanowiło to zagrożenie dla wpływów asyryjskich w Syrii i spotkało się ze zdecydowaną interwencją Sargona II, który w 717 p.n.e. zdobył Karkemisz i, pokonując stopniowo pozostałych sprzymierzeńców Midasa, zahamował ekspansję Frygii. Midas zginął w walce z Kimerami, którzy – uciekając przed Scytami – wtargnęli na teren Anatolii z obszarów między Krymem a Kaukazem.

## W mitologii
Midas jest bohaterem wielu legend, mitów i anegdot. W mitach przypisywano mu wyjątkową głupotę. Jedna z opowieści opisuje, jak poratował zabłąkanego Sylena z orszaku Dionizosa zmierzającego do Indii. W nagrodę Dionizos obiecał spełnić jedno życzenie króla. Władca poprosił, aby każda rzecz, której dotknie, zamieniała się w złoto. Szybko jednak Midas zorientował się, że grozi mu śmierć głodowa – chleb i wino również zamieniało się w złoto. Czarę goryczy przelał fakt, że zamienił także swoją piękną córkę w złotą statuę. Przerażony, wybłagał od Dionizosa utratę daru, musiał tylko umyć głowę i dłonie w wodach rzeki Paktol, która od tej pory stała się złotonośna.
Midas według innego mitu był także sędzią w zawodach muzycznych między Apollinem a Marsjaszem (lub Panem). Ponieważ uznał, iż to Marsjasz grał piękniej, bóg ukarał go oślimi uszami. Od tej pory nieszczęsny król zawsze nosił turban, aby uchronić się od ośmieszenia. O jego sekrecie wiedział jedynie nadworny fryzjer, ale Midas zabronił mu wyjawiać go pod karą śmierci. Sługa nie mógł jednak wytrzymać, chciał się komuś zwierzyć. Udał się więc nad morze, wykopał w piasku niewielki dół i krzyknął: „Król Midas ma ośle uszy!” Zasypał dół i odszedł uspokojony. Po pewnym czasie na miejscu dołu wyrosła kępa trzcin. Gdy powiał wiatr trzciny szemrały: „Król Midas ma ośle uszy!”. Doprowadziło to do tego, że cały kraj dowiedział się wkrótce o wstydliwej tajemnicy władcy.

## W literaturze antycznej
O Midasie w swoich dziełach piszą lub wspominają tacy autorzy starożytni jak Arystofanes (Plutos), Diodor Sycylijski (Biblioteka), Elian (Różne opowieści), Herodot (Dzieje), Ksenofont (Wyprawa Cyrusa), Owidiusz (Metamorfozy) i Persjusz (Satyry).